# Bicton (Devon)

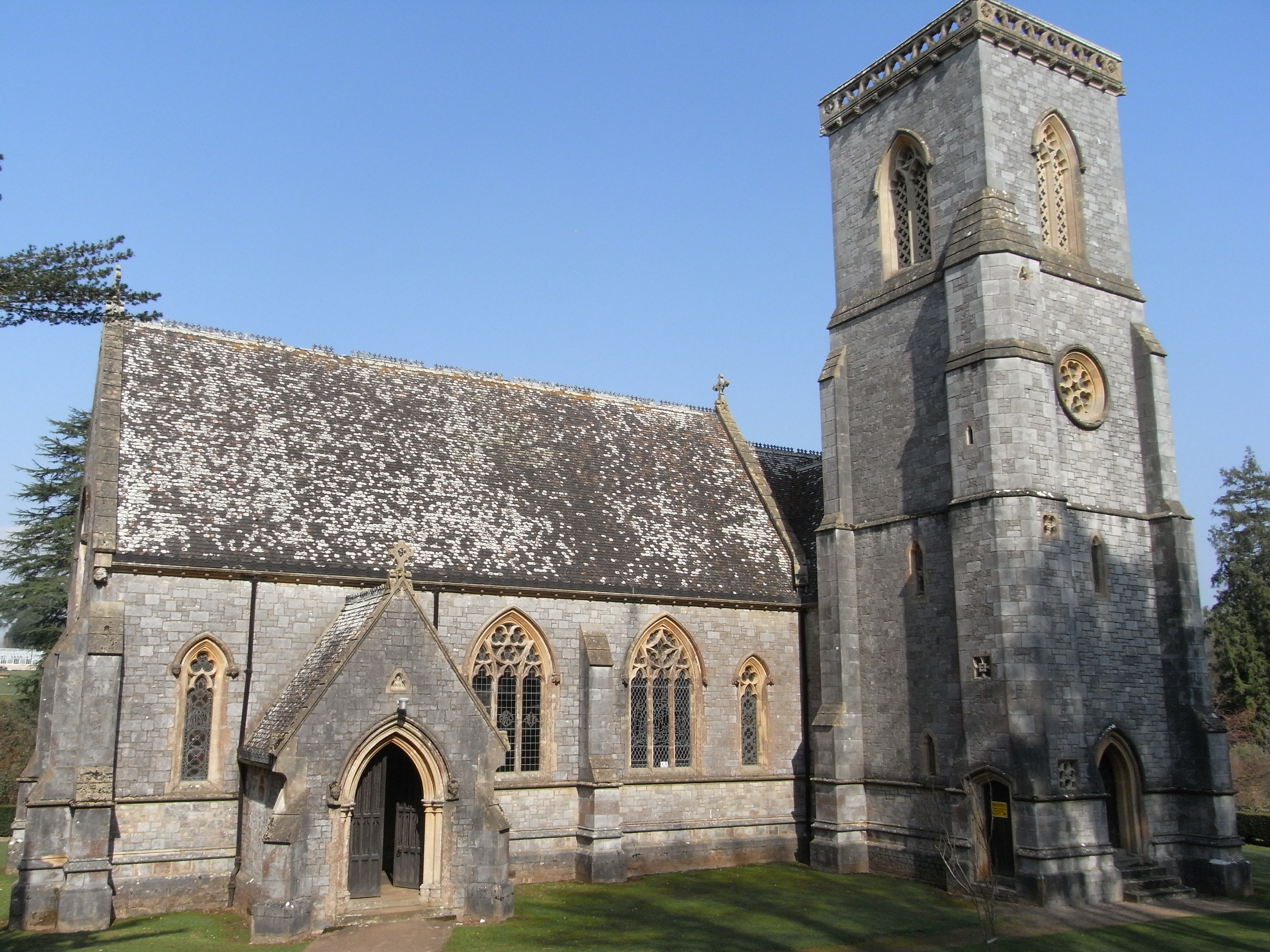
Die 1850 erbaute Kirche St Mary ist die Pfarrkirche von Bicton.

Bicton ist ein Dorf und ein Civil parish und Sitz des früheren Manor of Bicton im Distrikt East Devon in der Grafschaft Devon im Südwesten von England, in der Nähe der Stadt Budleigh Salterton. Der Parish ist im Uhrzeigersinn vom Norden aus umgeben von den Parishes Colaton Raleigh, Otterton, East Budleigh und Woodbury. Beim United Kingdom Census 2001 hatte Bicton 280 Einwohner. Einen Großteil des Parishs bildet Bicton Park, der historische Wohnsitz der Familie Rolle, Bicton Common, angrenzend an Woodbury Common, liegt westlich davon. Zum Parish gehört auch das Dorf Yettington an der südlichen Gemarkungsgrenze.

## Geschichte
Bicton wird bereits im Domesday Book von 1086 als Bechetone erwähnt. Es gehörte William Porter, der es wahrscheinlich für seine Dienste als Wächter des Tors von Exeter Castle und dem dortigen Gefängnis erhalten hatte. Das Manor wechselte über mehrere Familien hinweg, bis Sir Thomas Denys (1559–1613) zwei Töchter als gemeinsame Erbinnen hinterließ. Die ältere war Anne Denys, die Bicton durch ihre Heirat mit Sir Henry Rolle († 1616) aus Stevenstone in das Eigentum der Rolles brachte.

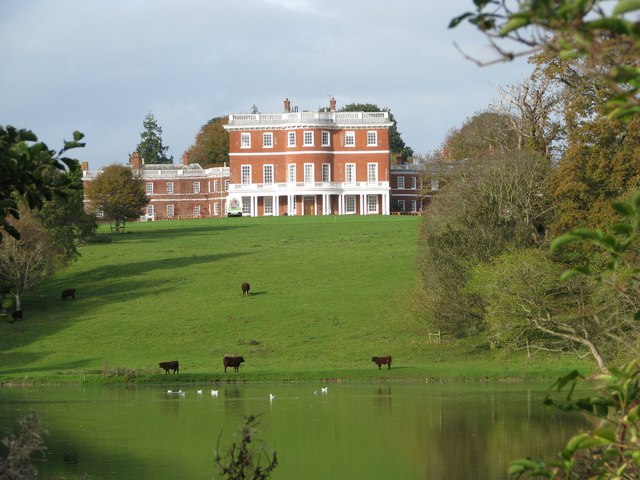
Bicton House und sein Teich

Die Gärten von Bicton wurden um 1735, vermutlich nach einem Entwurf von André Le Nôtre angelegt, doch der Großteil der Arbeiten wurde von John Rolle, 1. Baron Rolle zu Beginn des 19. Jahrhunderts ausgeführt. Dazu gehörte die Anlage eines Teichs, der 1810 von französischen Kriegsgefangenen ausgehoben wurde, die Anlage des Arboretums 1830 und der bekannten Araukarien-Allee 1842. Bereits 1806 entstand eine Orangerie und um 1825 ein Tropenhaus. Der mit Zinnen versehene achteckige chinesische Turm wurde 1839 errichtet.
John Rolle starb 1842 im Alter von 86 Jahren kinderlos. Nach der Heirat mit seiner zweiten Frau Louisa Trefusis bestimmte er jedoch deren Neffen, den damals sechsjährigen Mark George Kerr Trefusis zu seinem Erben. Dieser war der jüngere Bruder des 20. Barons Clinton und änderte auf Wunsch John Rolles seinen Nachnamen in Rolle. Als er 1907 ohne männlichen Erben starb, ging das Erbe an seinen Neffen Charles Hepburn-Stuart-Forbes-Trefusis, 21. Baron Clinton (1863–1957) über.
Dieser vermietete das Herrenhaus zunächst und verkaufte es später mitsamt der umliegenden Ländereien an das Devon County Council, welches es als Landwirtschaftsschule nutzte aus der das jetzige Bicton College hervorging, das heute eine Fläche von 200 ha bewirtschaftet und 231 Internatsschüler hat. Die Gärten von Bicton wurden vom Baron in den 1950er Jahren erneuert und 1963 der Öffentlichkeit zugänglich gemacht. Der 22. Baron übereignete die botanischen Gärten 1986 einer Wohltätigkeitsstiftung, die diese 1998 an Simon and Valerie Lister verkaufte. Die Listers machten aus dem 25 ha großen Areal eine kommerzielle Besucherattraktion namens Bicton Park Botanical Gardens machten. Der Rest des Landes des früheren Rittergutes gehört noch dem Baron Clinton und wird von den Clinton Devon Estates verwaltet. Dazu gehören 6900 ha verpachtetes Ackerland, 1900 ha Wald und 1100 ha der East Devon Pebblebed Heaths. Außerdem gehört eine Pferderennbahn, die Bicton Arena, zu dem Grundbesitz.

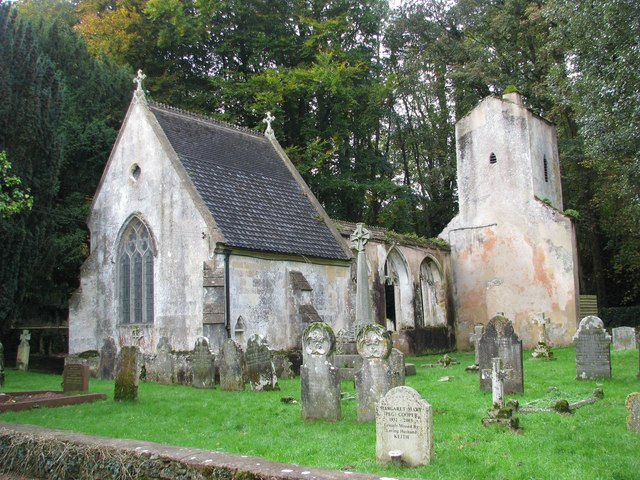
Bictons alte Kirche. Der frühere Chor ist nun das Familiengrab der Rolles.

## Kirche St Mary
1850 gedachte Lady Louisa Rolle mit dem Bau einer neuen Kirche auf dem Familiensitz an ihren verblichenen Ehemann. Diese entstand unweit der alten Kirche, die teilweise abgerissen wurde. Der frühere Chor der alten Kirche wurde von Augustus Pugin zu einem Mausoleum für die Familie Rolle umgebaut. Das der Öffentlichkeit nicht zugängliche Mausoleum ist mit Bodenfliesen von Minton’s ausgelegt, hat ein Tonnengewölbe und nach Westen und Osten von Pugin gestaltete Fenster. Ein Monument für Rolle an der Nordwand stammt von George Myers. Das Mausoleum enthält auch das barocke Tischgrab aus Marmor, in dem der 1638 gestorbene Denys Rolle samt Frau und Sohn beerdigt sind, das von W. G. Hoskins als „herrlich“ beschrieben wurde. Rund 50 Jahre vor dem Teilabriss hat der Topograph John Swete mit Wasserfarben eine Zeichnung der alten Kirche angefertigt und in seinem Journal 1795 diese als „picturesque“ beschrieben.
Die Kirche von 1850 wurde durch den Architekten John Hayward aus Exeter entworfen. Hoskins nannte diese Kirche „uninteressant“, obwohl diese später als frühes Beispiel der Ideale der Cambridge Camden Society in Devon bezeichnet wurde.

## Landmarken
Bicton Obelisk am Rande des Parks wurde 1747 von Henry Rolle, 1. Baron Rolle (1708–1750) als weit sichtbares Wahrzeichen für die Gartenanlagen errichtet.
Rolle ließ 1743 auch den vierseitigen Pfeiler an der Kreuzung zwischen Bicton und Otterton bauen. Dieser dient als Wegweiser zu den verschiedenen Orten entlang der in vier Richtungen führenden Straßen und weist auch biblische Inschriften auf.

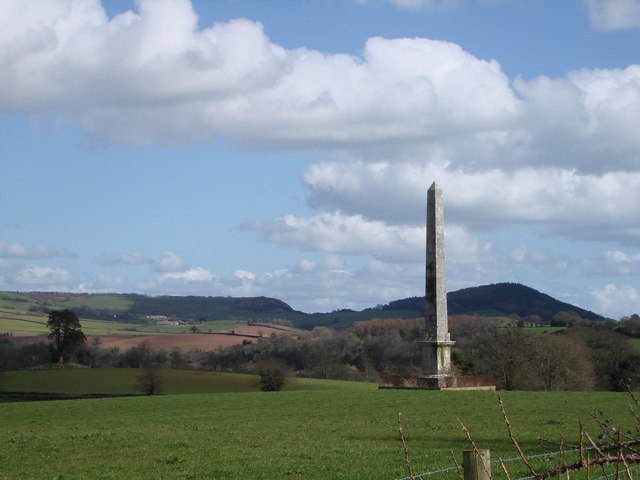
Obelisk, errichtet 1747
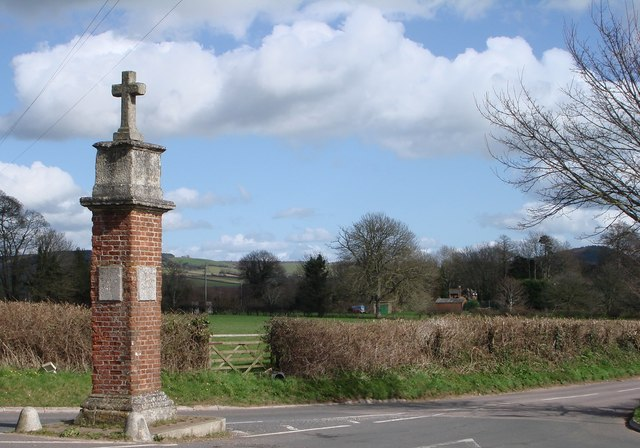
Backsteinpfeiler an der Kreuzung zwischen den Parishs Bicton und Otterton, die beide der Familie Rolle gehörten
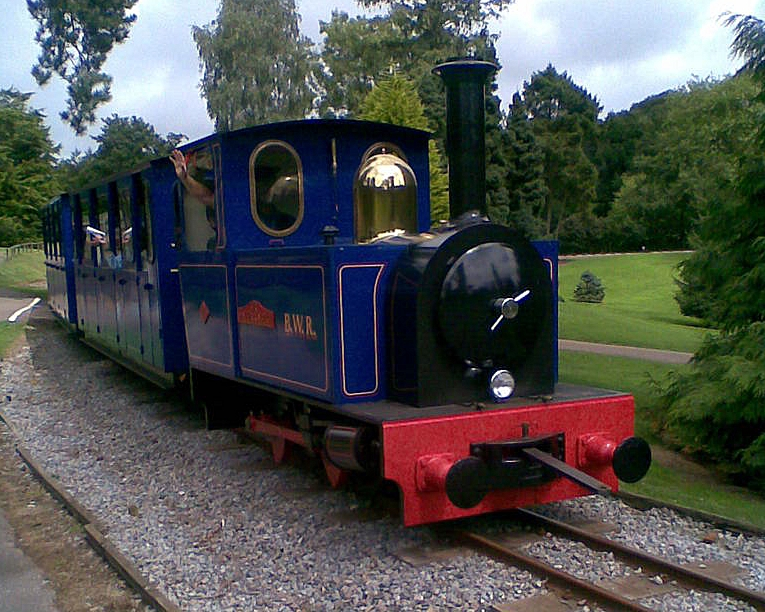
Bicton Woodland Railway in den Bicton Park Botanical Gardens

## Bicton Park Botanical Gardens
Bicton Park Botanical Gardens ist eine Sehenswürdigkeit im südlichen Teil des früheren Landsitzes Bicton. Zu dem Landschaftspark gehören historische Gewächshäuser, ein Landmuseum, die Bicton Woodland Railway, eine Minigolfanlage, Kinderspielplätze, ein Restaurant und ein Laden. Die Gärten mit ihren Anfängen um 1730 werden im Grade I auf der Statutory List of Buildings of Special Architectural or Historic Interest geführt.
Die vier Gewächshäuser der Bicton Gardens wurden gebaut, um die natürliche Umgebung von Pflanzen verschiedener Kontinente nachzubilden. Das Tropenhaus aus den 1820er Jahren ist ein geschwungener Bau, dessen Fenster aus 18.000 kleinen Glastafeln zusammengesetzt sind. In diesem Gebäude blühte 1836 zum ersten Mal eine nach dem Park benannte Orchidee (Lemboglossum bictoniense). In einem anderen Bau gedeihen Kakteen und andere Sukkulenten in einer naturalistisch nachgebildeten Wüstenlandschaft.